# عبدالله توره (بازیکن فوتبال)
عبدالله توره (انگلیسی: Abdoulaye Touré؛ زادهٔ ۳ مارس ۱۹۹۴) بازیکن فوتبال اهل گینه است.
از باشگاه‌هایی که در آن بازی کرده‌است می‌توان به باشگاه فوتبال نانت اشاره کرد.
وی همچنین در تیم‌های ملی فوتبال France national under-16 football team، زیر ۱۷ سال فرانسه، زیر ۱۸ سال فرانسه، و زیر ۲۰ سال فرانسه بازی کرده‌است.